# Richfield (Wisconsin)
Richfield est un village du comté de Washington, dans l'État du Wisconsin, aux États-Unis. En 2020, il comptait une population de 11 739 habitants.